# Масиас Нгема, Франсиско
Франси́ско Маси́ас Нге́ма Бийо́го Нье́ге Ндонг (исп. Francisco Macías Nguéma Bijogo Ñegue Ndong; 1 января 1924, Рио-Муни, Испанская Гвинея — 29 сентября 1979, Малабо, Экваториальная Гвинея) — первый президент Экваториальной Гвинеи, находился у власти с 12 октября 1968 по 3 августа 1979 года (с 1972 года пожизненно). Принадлежал к племени фанг. Клан Эсанги. Один из наиболее одиозных африканских диктаторов, привёл страну к полному экономическому и политическому коллапсу. Свергнут 3 августа 1979 года в результате военного переворота, организованного его племянником подполковником Теодоро Обиангом Нгемой Мбасого, казнён 29 сентября 1979 года.

## Ранняя карьера
Франсиско Масиас Нгема происходил из области Монгомо в Рио-Муни, континентальной части Экваториальной Гвинеи. Он был человеком довольно ограниченных способностей, однако смог сделать карьеру в испанской колониальной администрации благодаря тому, что высказывал личную преданность колониальному режиму. Масиас Нгема трижды пытался сдать экзамен, дававший право стать государственным служащим. Лишь на четвёртый раз, при явной помощи испанских чиновников, он достиг своей цели.
В 1960 году он был назначен алькальдом (мэром) Монгомо и стал членом ассамблеи в Санта-Исабель, которой были поручены внутренние дела колонии. 12 октября 1968 года была провозглашена независимость Экваториальной Гвинеи, Масиас Нгема возглавил коалиционное правительство и стал президентом страны. Несмотря на провозглашение независимости, в Экваториальной Гвинее сохранялось сильное испанское присутствие, в частности, в экономике.
В феврале 1969 года Масиас Нгема произнёс несколько речей, резко направленных против испанского населения. Формальным поводом был вывешенный на одном из зданий испанский флаг, который Масиас Нгема увидел во время одной из своих поездок. В результате африканская молодёжь вышла на улицы и фактически начала охоту на испанцев. К концу марта 1969 года подавляющее большинство из 7000 испанцев, остававшихся в Экваториальной Гвинее, опасаясь за свою жизнь, бежали из страны, оставив всё своё имущество, наиболее ценным из которого были плантации кофе и какао.
Государственные деятели, направлявшие свои усилия на остановку или смягчение кризиса, были репрессированы. Так, министр иностранных дел, Атанасио Ндонго Мийоне, пытавшийся выступить посредником, был вызван в президентский дворец, избит прикладами так, что ему сломали обе ноги, а затем заключён в тюрьму, где был вскоре убит. Масиас Нгема распустил правительство; десять из двенадцати министров были казнены. Вместо коалиционного правительства Нгема назначил на высшие посты государства своих родственников из клана эсанги. Его племянник и будущий преемник Теодоро Обианг Нгема Мбасого стал командиром Национальной гвардии, генеральным секретарём министерства обороны и начальником тюрем. На должности в спецслужбах безопасности Франсиско Масиас Нгема назначал только своих родственников. Таким образом началось диктаторское правление Масиаса Нгемы, выделявшееся даже на фоне современных ему африканских диктаторов.
Уже через год своего правления, на Рождество 1969 года, президент распорядился казнить 150 оппозиционеров и предполагаемых заговорщиков на национальном стадионе, причём во время казни из усилителей звучала песня «Those Were the Days» в исполнении Мэри Хопкин; 150 из них были расстреляны или повешены, а оставшиеся 36 человек были закопаны по шею в вырытых ими же ямах и оставлены на съедение огненным муравьям. Распространенное утверждение о том, что эти массовые казни были совершены палачами, одетыми как Санта-Клаус, почти наверняка является вымыслом, поскольку эта сенсационная деталь не упоминается ни в одном из первоисточников об этом инциденте.

Изображение Франсиско Масиаса Нгемы на марке Экваториальной Гвинеи 1969 года.

## Диктаторское правление
Масиас Нгема оставался диктатором Экваториальной Гвинеи до 1979 года. Он обладал фактически неограниченной властью с февраля 1969 года, хотя юридически оформление неограниченных полномочий происходило постепенно.
Так, в июле 1970 года было объявлено о введении в стране однопартийной системы и создании Единой национальной партии трудящихся (ПУНТ), в которую было включено всё взрослое население страны. 12 июля 1973 года была принята конституция, отменённая лишь после свержения Масиаса Нгемы в 1979 году. Согласно конституции, Экваториальная Гвинея была республикой. Главой государства и правительства был президент; кандидат в президенты должен был выдвигаться съездом Единой национальной партии трудящихся. Франсиско Масиас Нгема был назначен пожизненным президентом. По конституции, президент был наделён неограниченными полномочиями во всех сферах государственной деятельности: занимал пост министра вооружённых сил, государственной безопасности, народного строительства, назначал и смещал всех гражданских и военных должностных лиц, издавал декреты, имевшие силу закона. Правительство республики — Совет Министров — состояло из министров, назначаемых и смещаемых президентом и ответственных исключительно перед ним. Законодательный орган — однопалатный парламент — Национальное народное собрание (60 депутатов), избирался населением на 5 лет. Избирательное право предоставлялось всем гражданам, достигшим 18 лет. Управление провинциями осуществляли губернаторы, также назначаемые президентом. В городах имелись выборные муниципальные советы, возглавляемые мэрами; в сельской местности — избираемые населением общинные собрания. В судебную систему входили: Верховный народный суд — высшая судебная инстанция, суды первой инстанции, районные судьи. Члены всех судов назначались президентом.
Хотя уже после изгнания испанцев все их предприятия фактически перешли государству, формально декрет о передаче заброшенных испанцами плантаций под контроль государства был принят лишь в 1974 году. В 1975 году был принят закон об иностранных инвестициях, по которому участие государства в капитале компаний не должно превышать 50 %. Также конституцией 1973 года была установлена государственная монополия на внешнюю торговлю. Поскольку государством фактически управляла семья Масиаса Нгемы, эти решения означали законодательное закрепление всей как политической, так и экономической власти в её руках.
Получив неограниченные возможности преследования своих политических противников, Масиас Нгема развязал кампанию террора. Любой, кого он подозревал в нелояльности, мог быть немедленно арестован и убит. За время его правления, по оценкам, в стране с населением в 300 тысяч человек 50 тысяч были убиты и ещё 125 тысяч бежали за границу. Когда директор государственного бюро статистики опубликовал отчёт о демографии, и Масиасу Нгеме показалось, что цифры численности населения слишком низки, он приказал расчленить директора, «чтобы тот научился считать». Как минимум дважды задокументировано, что он приказал расстрелять всех бывших любовников его собственных любовниц. Перед каждым визитом за границу он отдавал приказ казнить несколько заключённых, чтобы внушить остальным чувство страха и избежать государственного переворота во время его отсутствия.
Результатом такой политики стало полное исчезновение образованных людей, которые были либо казнены, либо бежали из страны; в середине 1970-х годов в стране сохранялось не более десятка граждан, имевших высшее образование. В республике не было ни одного вуза (не было их и до Нгемы).
Экономика пришла в полный упадок. Регулярно получали зарплату лишь президент, военные, полицейские и сотрудники спецслужб. Министерства были лишены бюджетного финансирования; многие закрылись и не функционировали, а большинство министров были казнены. В 1976 году директор Центрального национального банка был публично казнён, а банк фактически прекратил своё существование. Функции центрального банка стал выполнять сам Масиас Нгема, державший у себя дома все валютные ресурсы Экваториальной Гвинеи. Одним из источников дохода страны стал захват иностранцев (зарубежных дипломатов и туристов) в заложники, с последующим их возвращением за выкуп. Монополия внешней торговли фактически позволяла Масиасу Нгеме и его семье продавать все товары по тем ценам, которые они сами устанавливали.
Масиас Нгема считал своими главными противниками образование, интеллектуалов и иностранную культуру. Он закрыл почти все библиотеки в стране, к 1974 году оставалась лишь библиотека в Малабо. Масиас Нгема запретил выпуск газет и использование типографий (до 1975 года в стране издавалось лишь две газеты, обе правительственные, позже были закрыты и они), а затем даже употребление слова «интеллектуальный». В 1974 году по указу президента были закрыты все школы в католических миссиях; государственные школы фактически не функционировали и ранее, подменяя образование заучиванием лозунгов. Во время правления Масиаса Нгемы экономика Экваториальной Гвинеи деградировала. В лавках не было продуктов, в домах — воды, электричества, топлива. После захода солнца всё погружалось во тьму. Были закрыты школы и ночные клубы.
Франсиско Масиас Нгема также уделял много внимания контролю над религией. Так, он распорядился повесить свой портрет в каждом католическом храме. Под угрозой ареста священники были обязаны повторять лозунги «Нет бога, кроме Франсиско Масиаса Нгемы» и «Бог создал Экваториальную Гвинею благодаря Франсиско Масиасу Нгеме. Без Франсиско Масиаса Нгемы Экваториальной Гвинеи не существовало бы». В 1975 году он попросту запретил исповедовать католичество под страхом смерти. Священники были высланы из страны, а здания храмов стояли пустыми. Кафедральный собор Малабо использовался как склад оружия. Ещё в 1973 году он изменил все испанские географические названия на африканские. Так, остров Фернандо-По он переименовал в Масиас-Нгема-Бийого в честь себя самого, а столицу страны город Санта-Исабель — в Малабо.
Как и многие африканские лидеры, Масиас Нгема лавировал между СССР и Западом. Он поддерживал антипортугальское движение на соседних Сан-Томе и Принсипи и имел дружеские отношения с КНДР, будучи почитателем тамошнего диктатора Ким Ир Сена. После свержения первого президента Экваториальной Гвинеи его семья нашла убежище в Северной Корее. Дочь Франсиско Масиаса Нгемы Моник, впрочем, затем перебралась в Южную Корею и издала книгу «Моник из Пхеньяна».

## Конец правления
В конце 1970-х годов Масиас Нгема начал обнаруживать явные признаки деменции: он часто разговаривал со своими бывшими коллегами, которых сам же давно приказал казнить, стал хуже слышать и часто кричал, разговаривая сам с собой, так как иначе не слышал себя. У него начались трудности с координацией движений. Ему стало тяжело жить в Малабо, и он большую часть времени проводил в своём доме в Рио-Муни вместе с тремя жёнами. В зарослях бамбука около дома он хранил весь валютный запас Экваториальной Гвинеи (при этом часть денег успела прийти в негодность).
Постепенно он стал опасен даже для собственной семьи. В июне 1979 года 11 офицеров Национальной гвардии пришли к нему с жалобой на то, что уже несколько месяцев не получали зарплату; все они были расстреляны. Тогда 3 августа его племянник Теодоро Обианг Нгема Мбасого, возглавлявший тогда Нацгвардию, решил осуществить переворот: военные ворвались в дом Ндонга, охранники спасать его не стали. Однако, Нгеме каким-то образом удалось бежать, с двумя чемоданами валюты (при этом весь остальной валютный запас страны он сжёг).
Через две недели, однако, он был арестован. После колебаний, отдать ли его под суд или отправить в больницу, было решено провести суд. Нгеме было предъявлено обвинение в 80 тысячах убийств; он был признан виновным в 500 убийствах и приговорён к расстрелу.
Так как население Экваториальной Гвинеи верило, что он является колдуном и обладает сверхъестественными силами, ни один из солдат не согласился принять участие в расстреле, для совершения казни пришлось специально вызывать взвод марокканских солдат. Нгема был расстрелян 29 сентября 1979 года вместе с пятью ближайшими сподвижниками.
Население страны ещё долго верило в присутствие и сверхъестественные возможности его духа.